# Philipp von Ratzeburg

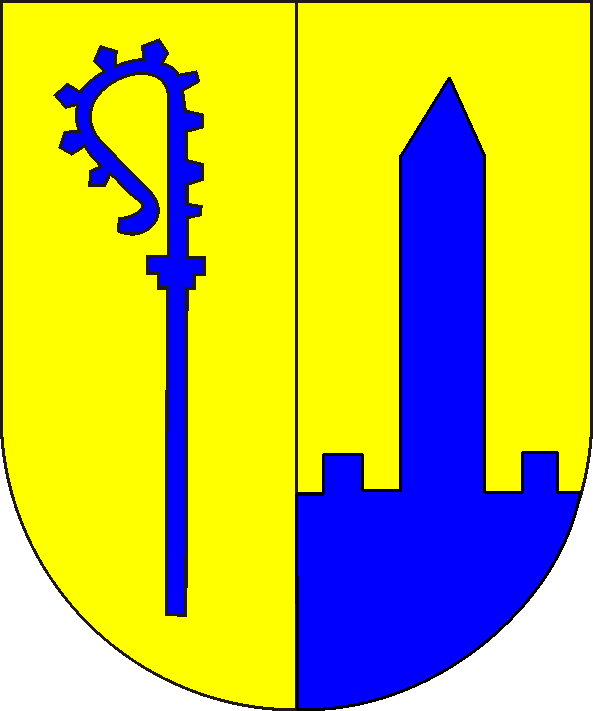
Wappen des Bistums Ratzeburg

Philipp von Ratzeburg († 14. November 1215 in Verona) war ein Prämonstratenser. Nach Isfrieds Tod wurde er 1204 Bischof, erfüllte im Bistum Ratzeburg bischöfliche Pflichten und pflegte das Andenken an seinen heiligen Vorgänger.
Zu seinen Ehren feiert man den 18. Dezember als Gedenktag, Namensträger haben an diesem Tag Namenstag.

## Ostchristianisierung durch den Orden der Schwertbrüder
Nachdem Papst Innozenz III. im Jahre 1204 den Schwertbrüderorden (lateinisch Fratres miliciae Christi de Livonia, zu deutsch Brüder der Ritterschaft Christi von Livland) als geistlichen Ritterorden bestätigt hatte, wurden die Ordensritter gegenüber ihrem Meister, dem Bischof Albert von Riga (später Erzbischof), zum Gehorsam verpflichtet.
Albert sammelte im Jahre 1210 ein neues Kreuzheer in Livland und seinem Aufruf aus dem Bistum Riga folgten neben den Bischöfen Yso von Verden, Bernhard von Paderborn sowie dem Zisterziensermönch und vormaligen Heerführer Heinrichs des Löwen, Bernhard von der Lippe, auch  Bischof Philipp von Ratzeburg.
Bis zum Jahre 1214 war Philipp in Livland in die Ostchristianisierung durch die Ordensritter des Schwertbrüderordens erheblich persönlich involviert und wurde während dieses Wirkens über mehrere Jahre Stellvertreter Alberts in Livland.
Hierbei soll er unter anderem im Jahre 1213 „in allzugroßem Glaubenseifer mit einem starken Heere einen großen Theil von Esthland mit Feuer und Schwert verwüstet“ haben, worauf sich das gesamte estnische Volk zum Kampf erhob.
Auf Anordnung des Erzbischofs Albert von Riga ließ Bischof Philipp von Ratzeburg im Jahre 1214 die Burg Fredeland in Treyden (heute: Turaidas pils) in der Region Riga errichten.